# Црепољско
Црепољско је планина у близини Источног Сарајева, Република Српска, БиХ. Највиши врх је 1.525 метара. Највиши део је стрмо уздигнута заравњена купа, испод које се унаоколо смењују пошумљене заравни и благо валовит терен под Ливадама.
Око 700 метара југоисточно од врха каптиран је извор Бијела вода, а у широј околини још неколико извора. Једино веће насеље је Вучија Лука.
Црепољско је излетничко и рекреацијско подручје до којег води асфалтни пут.
Смучарски клуб из Сарајева је крајем 1938. поред Смучарског дома направио и скакаоницу, за скокове од 35 метара.
1. ↑  Време, 26. дец. 1938, стр. 8. digitalna.nb.rs